# Bray Wanderers AFC
El Bray Wanderers A.F.C. és un club de futbol irlandès de la ciutat de Bray.

## Història
El club va ser fundat originàriament el 1922. El club destacà aquests anys a la categoria júnior on guanyà la Miller Cup el 1927/28. Malgrat aquest èxit l'equip defallí als anys 30 i 40 on el principal club de la ciutat fou el Bray Unknowns que jugà a la lliga entre el 1924 i meitat dels 40.
L'any 1942 el club fou reformat i ingressà a la Athletic Union League (AUL), a la 3a divisió, la temporada 1943/44. El 1950/51 guanyà la FAI Junior Cup, derrotant el Drogheda United per 2-1. Repetí títol el 1953-54, derrotant l'Ierne 1-0 a la final. La següent temporada deixà l'AUL i s'afilià a la Leinster Senior League (LSL).
Guanyà la Intermediate Cup els anys 1955/56 i 1957/58 i la LSL els anys 1957/58, 1958/59 i 1960/61. Aquest darrer any deixà la LSL i retornà a l'AUL i començà un nou declivi. L'any 1973, el Bray Unknowns disputava la LSL i decidí canviar el seu nom per Bray Wanderers en un intent d'unir esforços dels dos clubs. L'any 1985 fou escollit per ingressar a la lliga irlandesa de futbol, a la, acabada de crear, First Division, i al final en fou el campió.

## Jugadors destacats
- Alan Kelly Sr.
- Stephen McGuinness

## Palmarès
- Copa irlandesa de futbol: 2
  - 1990, 1999
- First Division: 3
  - 1985/6, 1995/6, 1999/2000
- Shield: 1
  - 1995/96